# Neagra Șarului, Suceava
Neagra Șarului este satul de reședință al comunei Șaru Dornei din județul Suceava, Moldova, România.

## Economie
Ocupațiile oamenilor constau în colectarea laptelui, seceriș, vânatoare, creșterea bovinelor etc. .
În sat există o biserică.

## Obiective turistice
- Mănăstirea Dornelor - mănăstire ortodoxă pe stil vechi, fondată de episcopul Cozma Lostun

## Personalități
- Cozma Lostun (1931-2002) - episcop ortodox pe stil vechi

 Acest articol despre o localitate din județul Suceava este deocamdată un ciot. Puteți ajuta Wikipedia prin completarea lui.